# Musée du jouet de Stockholm

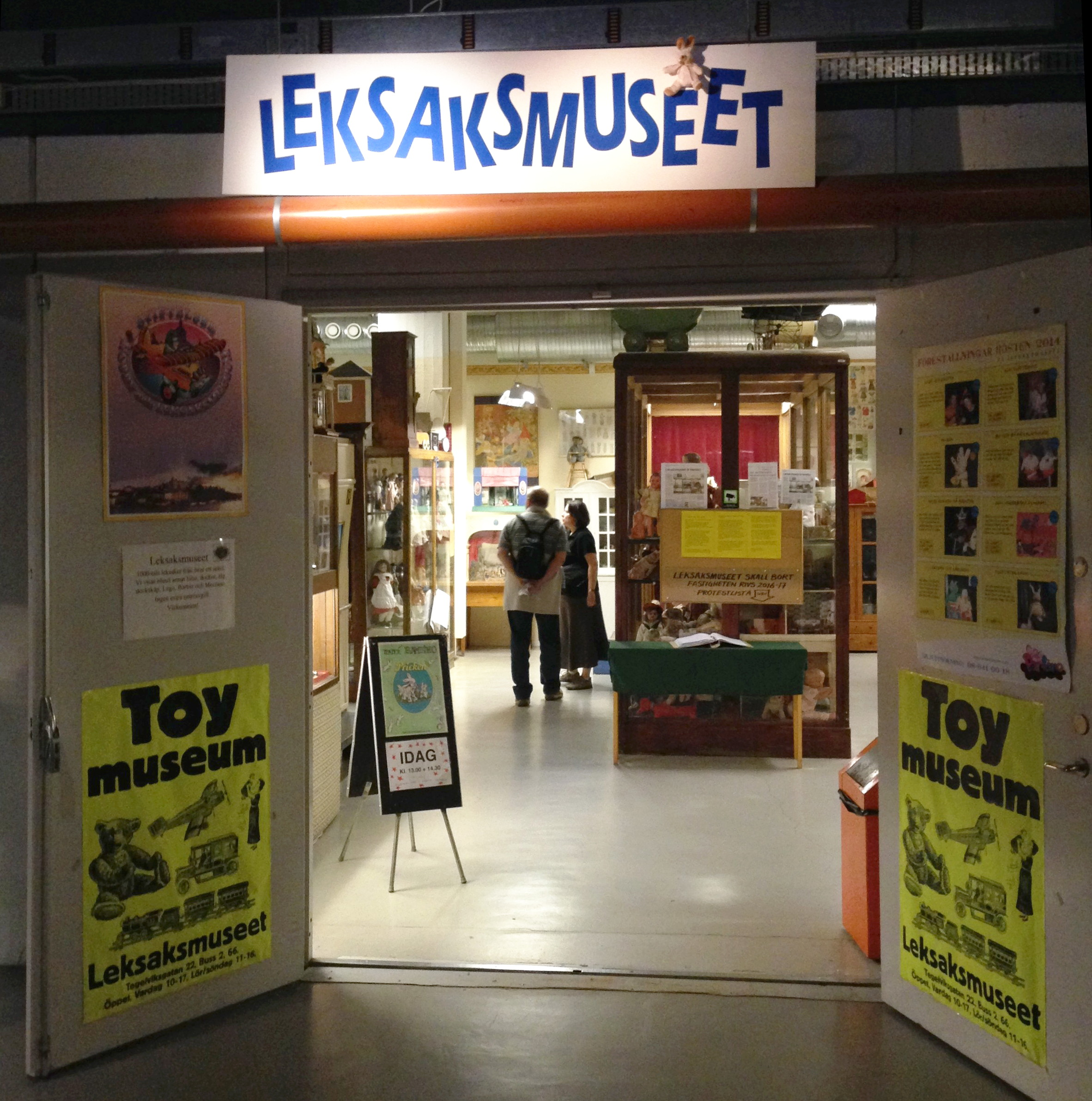
Le Musée du jouet de Stockholm (Leksaksmuseet).

Le Musée du jouet de Stockholm (Leksaksmuseet) est un musée situé sur l'île de Södermalm.
Il se trouve dans le même bâtiment que le musée du transport.